# FH Возничего
FH Возничего (лат. FH Aurigae) — одиночная переменная звезда в созвездии Возничего на расстоянии (вычисленном из значения параллакса) приблизительно 3276 световых лет (около 1004 парсеков) от Солнца. Видимая звёздная величина звезды — от +14,6m до +12,5m.

## Характеристики
FH Возничего — красная пульсирующая медленная неправильная переменная звезда (LB) спектрального класса M6,5. Эффективная температура — около 3298 К.